# Proclamation d'amitié croate-roumaine-slovaque

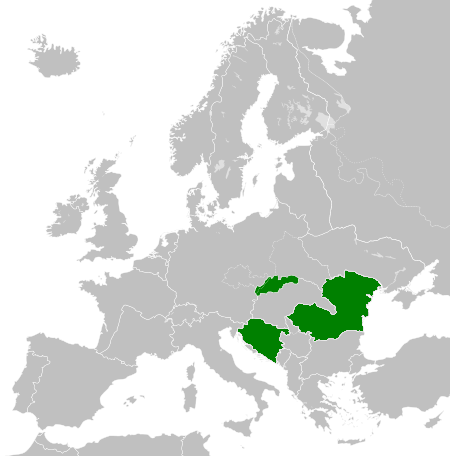
La Roumanie, la Croatie et la Slovaquie en 1942

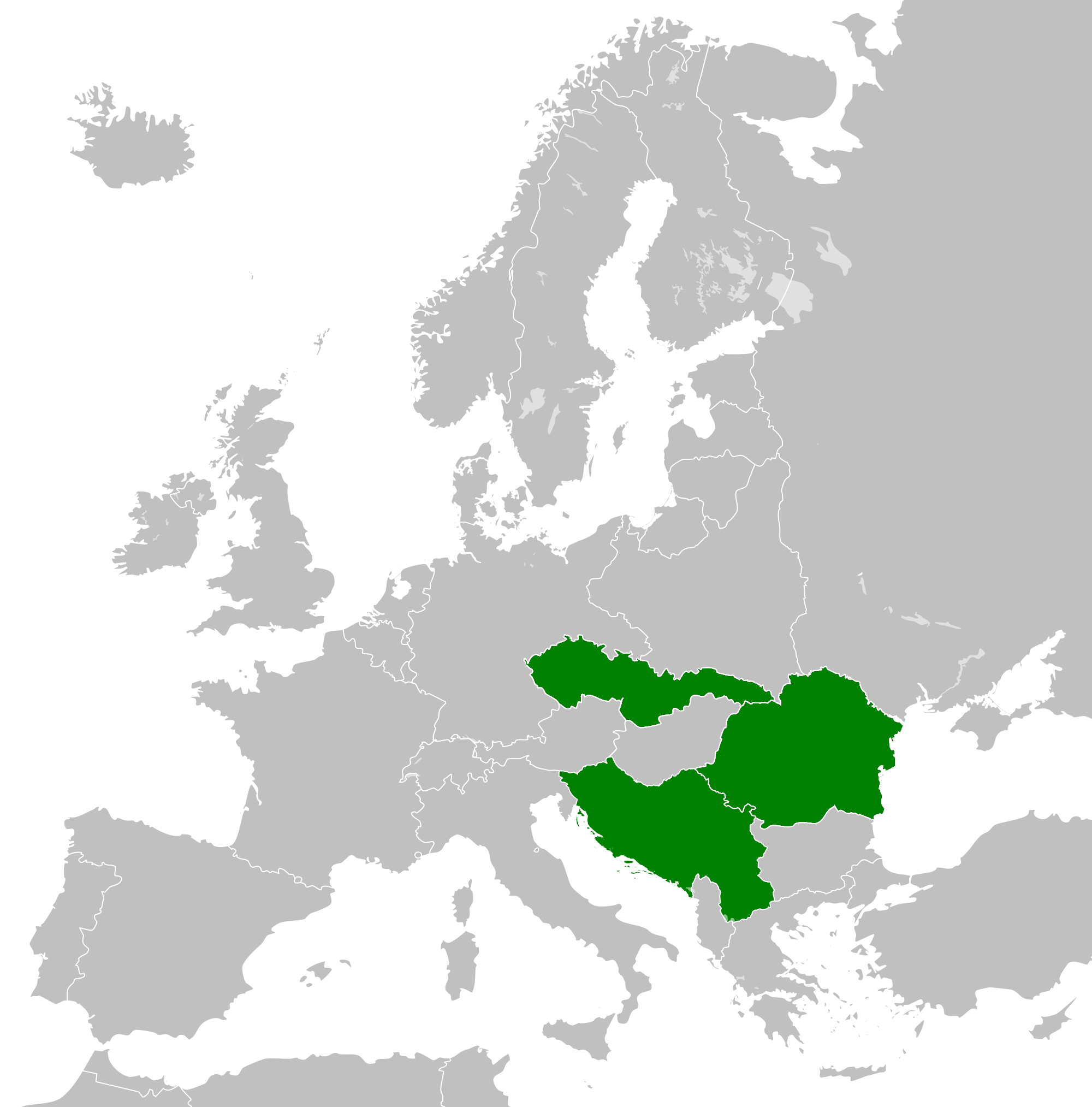
La Petite Entente (1921-1938)

Au cours de la Seconde Guerre mondiale, une proclamation d'amitié commune fut créée entre le Royaume de Roumanie, l'État indépendant de Croatie et la République slovaque contre toute nouvelle expansion hongroise. Ion Antonescu, le maréchal de Roumanie, engagé dans une diplomatie intra-Axe, a créé l'alliance en mai 1942. L'union s'apparentait à la Petite Entente de la période de l'entre-deux-guerres.
Plus tard dans la guerre, des troupes slovaques et des unités navales et aériennes croates ont opéré ensemble depuis le sol roumain. En juin, les Hongrois répliquent par un raid transfrontalier particulièrement flagrant à Turda, près de Cluj ; l'un des dix affrontements de ce mois-là. Les choses étant allées trop loin pour Hitler, ce dernier fit pression sur Antonescu et Miklós Horthy pour obtenir leur reconnaissance publique que le Deuxième arbitrage de Vienne était irrévocable. Le 1er août 1942, Antonescu a éludé la question en annonçant qu'il ne ferait aucune revendication territoriale jusqu'à la fin de la guerre, mais en privé, il n'a jamais cessé de faire pression sur Hitler pour le retour de la Transylvanie du Nord.